# Rudianos
Nella mitologia celtica Rudianos era un dio della guerra venerato in Gallia. Durante l'epoca romana fu associato a Marte.
Era venerato a Saint-Andéol-en-Quint, a Rochefort-Samson (Drôme) e a Saint-Michel-de-Valbonne, presso Hyères. Il nome Rudianos significa rosso e riflette la sua natura di dio bellicoso. A Saint-Michel-de-Valbonne è stata anche trovata l'immagine preistorica di un dio della guerra a cavallo, databile al VI secolo a.C., che potrebbe essere lo stesso Rudianos. 